# Faringe (turbel·laris)

Esquema del sistema digestiu d'un triclàdide (en groc).

La faringe és una estructura muscular retràctil i tubular present en la majoria de turbel·laris que es comunica directament amb el sistema digestiu. Està implicada en l'alimentació i excreció d'aquests animals. S'obre a l'exterior del cos a través d'una boca.

## Triclàdides
En els triclàdides la faringe està dirigida cap a la part posterior del cos i s'allotja a l'interior d'una "butxaca". Se situa a aproximadament la meitat del cos. La faringe es pot desplegar fora del cos gràcies a l'acció d'una capa gruixuda de musculatura circular que fa que s'allargui. És l'extrem de la faringe el que absorbeix els aliments i aquests es bomben per acció peristàltica cap a l'intestí de tres branques en un estat semifluid. Alguns triclàdides, com algunes espècies de Crenobia (p.e. Crenobia teratophila) tenen més d'una faringe. La superfície d'aquesta estructura està recoberta per epiteli que és majoritàriament glandular.